# Coleophora tiliaefoliella
Espèce
Coleophora tiliaefoliella est une espèce de lépidoptères (papillons) de la famille des Coleophoridae. On le trouve en Amérique du Nord, y compris l'Oklahoma, la Pennsylvanie et l'Ontario.

## Description
La larve se nourrit de feuilles de tilleuls (Tilia). Elle se construit un « écrin » en forme de pistolet.